# Kroatische dinar
De Kroatische dinar was van 23 december 1991 tot 30 mei 1994 de munteenheid van Kroatië en verving de Joegoslavische dinar. De ISO 4217 code was HRD.

## Geschiedenis
Eind 1991 verving de Kroatische dinar de Joegoslavische dinar met gelijke pariteit. Het was een overgangsmunteenheid die werd ingevoerd na de onafhankelijkheidsverklaring van Kroatië van Joegoslavië. Tijdens zijn bestaan werd de Kroatische dinar gedevalueerd met een factor 70. De Kroatische dinar werd in 1994 vervangen door de Kroatische kuna ter waarde van 1 kuna = 1000 dinar.

## Munten
Er zijn geen Kroatische dinarmunten geslagen.